# Pozo Liza
Pozo Liza es una localidad peruana ubicada en el distrito de Paramonga, perteneciente a la provincia de Barranca del departamento de Lima, en la costa central del Perú. 

## Ubicación
Pozo Liza se ubica al noroeste de la provincia de Barranca, en el distrito de Paramonga, en el departamento de Lima.

## Demografía
En 2017 Pozo Liza tenía una población de 2 habitantes.